# Haras Guanabara
Haras Guanabara é um haras brasileiro. Fundado em meados da década de 40 em Arapeí, antigo distrito de Bananal (SP)  pelos irmãos Seabra se tornou no melhor haras de criação de cavalos do Brasil na década de 50, no auge do turfe brasileiro. Deste haras sairam vários campeões nacionais e internacionais.

## História
Por isso para entendermos o cavalo puro sangue inglês de corrida, dois nomes surgem como fundamentais no mundo da criação: o Haras Guanabara e os Haras São José e Expedictus. O primeiro representou, quando de sua fundação e do surgimento nas pistas de sua primeira geração completa (a de 1945), uma profunda e estrutural revolução dentro da nossa história; seu turning-point indiscutível. Com o Guanabara, tudo que veio antes dele e insistiu em manter a mesma política de criação simplesmente naufragou. A revolução imposta pelos irmãos Roberto Grimaldi Seabra  e Nelson Grimaldi Seabra no campo de criação construído em Bananal (trazendo um pouco da Normandia para o interior de São Paulo) provocou uma renovação e uma atualização em limites que, até hoje, são percebidas pela influência sobre os inúmeros novos haras (pequenos ou grandes) que foram fundados desde então.
A política dos irmãos Seabra no Guanabara foi absolutamente internacional. Da formação dos piquetes ao emprego de pessoal altamente qualificado, da importação de garanhões ao rigor admirável na seleção das linhas maternas para a formação de seu plantel básico de éguas-mães, da preocupação com os acasalamentos que implicaram no envio de reprodutoras para a Europa e para a Argentina até o extraordinário bom gosta de suas construções, o Haras Guanabara é um exemplo vivo da aristocracia e da classe que envolvem o mundo do PSI.

## Resultados
Nesses duas décadas de criação na metade do século XX, com amor e respeito ao cavalo, os resultados vieram com muita dedicação, vamos citar alguns:
2 vencedores de Grande Prêmio Brasil: Tirolesa (50); Pontet Canet (51).
2 vencedores de Grande Prêmio São Paulo: Dulce (58); Sing Sing (63);
5 vencedores de Grande Prêmio Cruzeiro do Sul - Derby Brasileiro: Martini (50); Honolulu (51); Canavial (57); Escorial (59) e Ermeson (61).
1 vencedore de Grande Prêmio Derby Paulista: Emerson (61).
9 Grande Prêmio Diana - Derby Feminino: Tirolesa (48-49-50-51); Dulce (57); Emocion (58-59); Embuche (67) e Emerald Hill (77).

## Campeões
Entre os vários campeões podemos citar, Tirolesa, Dulce, Canavial, Canaletto, Sing Sing, Lohengrin, Huxley, Empeñosa, Loretta, Escoa, Pontet Canet, Cruz Montiel, Martini, Honolulu, My Love, Snooker, Embuche, Encore e os exportados Emerson (grande garanhão na França) e o extraodinário Escorial, que para muitos está em os três maiores de todos o tempos no Brasil.

## Garanhões Importados
Fez as maiores e mais importantes importaçães de garanhães para o Brasil, trouxe por exemplo em 1954 o reprodutor e ganhador de Derby Francês Coaraze, pai de Emerson, Coaralde, Empyreu, Hypocrite, Faxeiro, Viziane, Rhone e de várias matrizes base da criação nacional. Entre os garanhões importados podemos citar, Orsenigo, Hunter´s Moon, Royal Forest, Bahram e Felicitation que se juntaram ao nacional Radar.

## Curiosidades
- Os critérios para escolher o nome de um potro nascido era sempre usado as duas primeiras letras das matrizes. Ex: a mãe de Escorial era Escoa, a mãe de Emerson era Empeñosa e Cantaia era mãe de Canaletto, Canavial e Caucaso, sempre usando as duas primeiras letras.